# Dios dice: Ayúdate que yo te ayudaré
La frase "Ayúdate que yo te ayudaré" es un lema que subraya la importancia de la iniciativa propia y la agencia. La expresión es conocida en todo el mundo y se utiliza para inspirar a la gente a ayudarse a sí misma. La frase se originó en la antigua Grecia como "los dioses ayudan a los que se ayudan a sí mismos" y puede que originalmente fuera proverbial. Está ilustrada en dos de las Fábulas de Esopo y un sentimiento similar se encuentra en el antiguo teatro griego. Aunque se suele atribuir a Benjamin Franklin, la formulación inglesa moderna aparece antes en la obra de Algernon Sidney. Una adición humorística al refrán dice: "Dios ayuda a los que se ayudan a sí mismos, pero Dios ayuda a los que son sorprendidos ayudándose a sí mismos".
La frase se confunde a menudo con una cita bíblica, aunque no aparece textualmente en la Biblia. Algunos cristianos consideran la expresión contraria al mensaje bíblico de la gracia y la ayuda de Dios a los desvalidos, aunque en armonía con los llamamientos bíblicos al esfuerzo individual. Una variante de la frase se encuentra también en el Corán (13:11).
Este refrán no es bíblico, en la palabra de Dios dice que echemos nuestras cargas sobre sus hombros, porque el nos dará descanso [Mateo 11:28] 

## Antigua  Grecia
La frase se originó en la Antigua Grecia y puede haber sido originalmente un proverbio. Es ilustrada en dos de las fábulas de Esopo, aproximadamente en Siglo VII a. C. y algo similar se encuentra en el  drama de la Antigua Grecia.

## Biblia
La frase no se encuentra en la Biblia

Algunos cristianos han criticado la expresión como siendo contraria al mensaje de la gracia divina que está en la Biblia.[cita requerida]

## En el hinduismo
En el Bhagavad-gītā, capítulo 18-47, dice: «Dios ayuda a aquellos que se ayudan a sí mismos».

## Corán
En el Corán (13:11) dice «Cierto que Alá no cambia lo que una gente tiene hasta que ellos no han cambiado lo que hay en sí mismos».